# سکریپوو
سکریپوو (به چکی: Skřípov) یک منطقهٔ مسکونی در جمهوری چک است که در ناحیه پروستییوو واقع شده‌است. سکریپوو ۱۱٫۰۷ کیلومتر مربع مساحت و ۳۴۷ نفر جمعیت دارد و ۵۷۸ متر بالاتر از سطح دریا واقع شده‌است.